# 金剛峯寺
金剛峯寺（こんごうぶじ）是一座位在日本和歌山縣伊都郡高野町高野山的高野山真言宗總本山寺院。山號「高野山」（こうやさん），與京都的東寺同為真言宗密教之聖地。開基（創立者）為弘法大師空海。以「紀伊山地的聖地及朝聖路」的一部分登錄世界遺產。

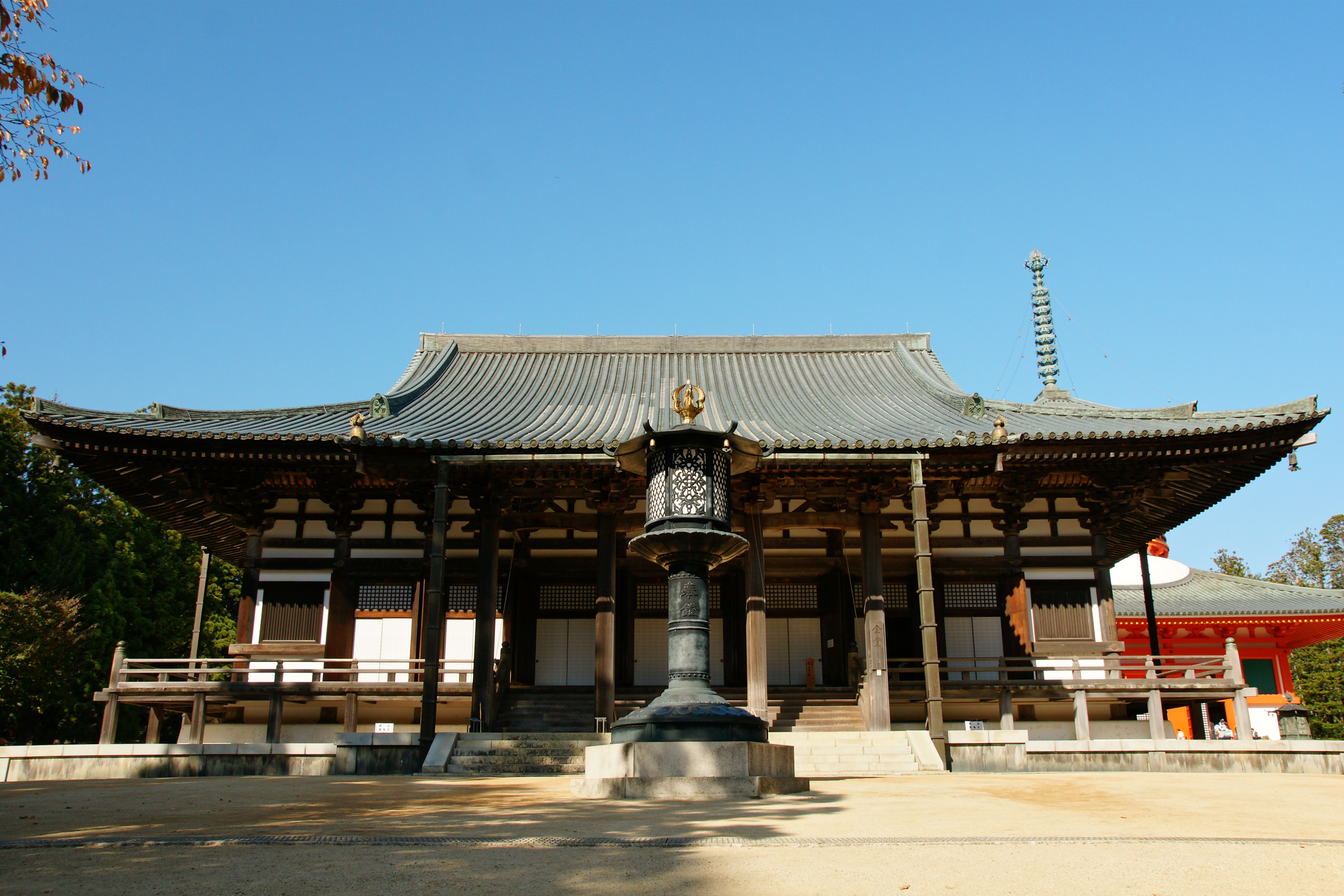
金堂
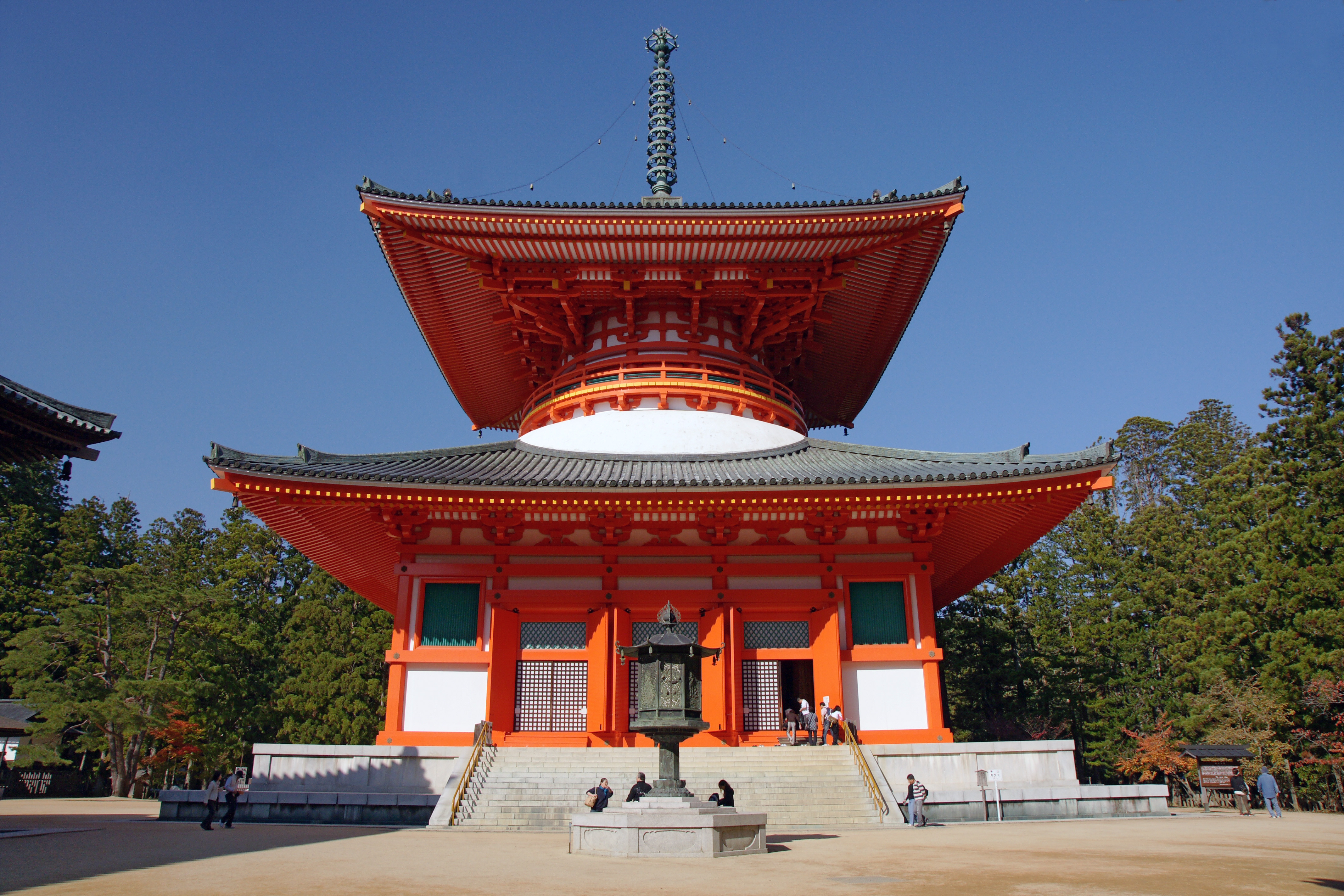
根本大塔
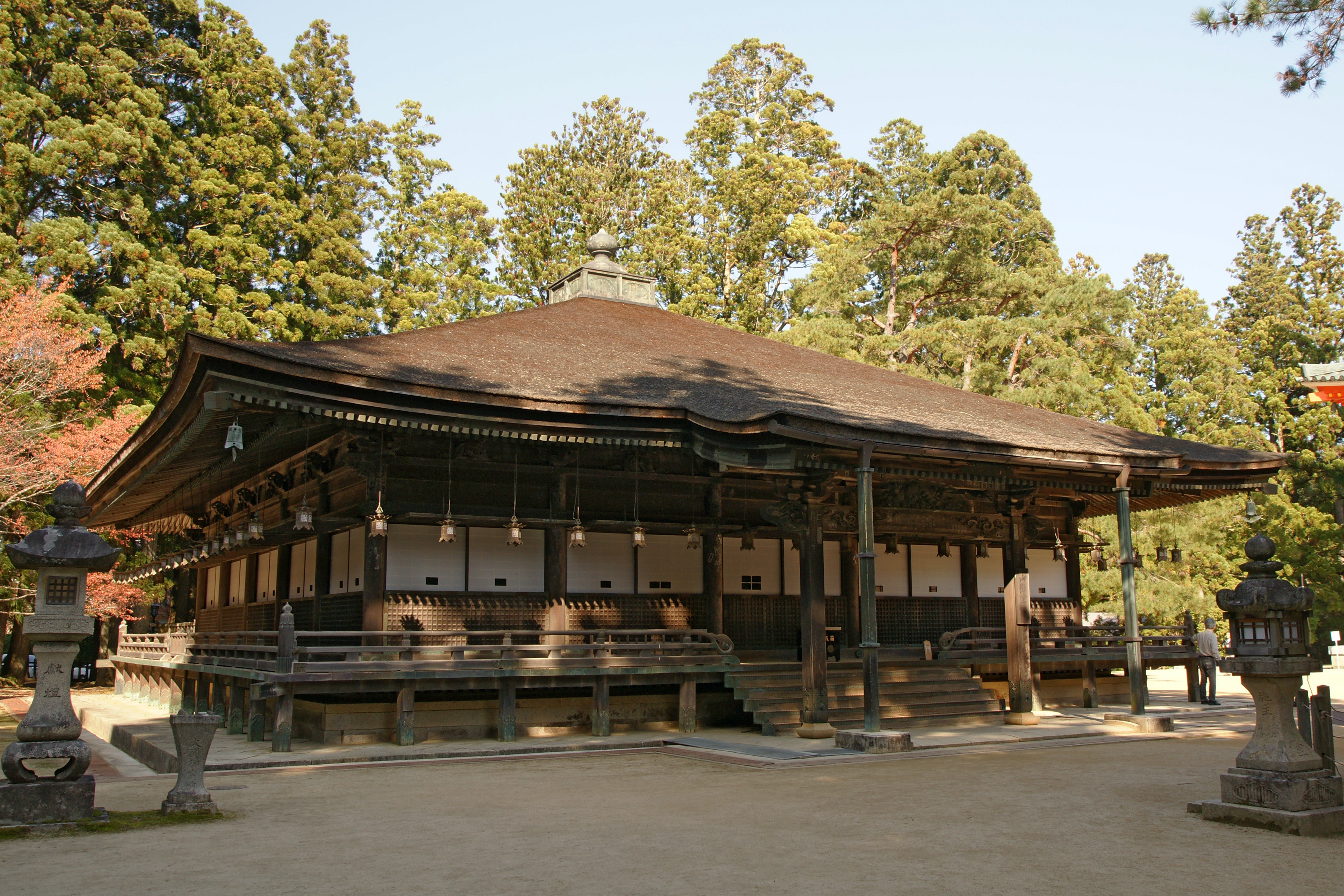
御影堂
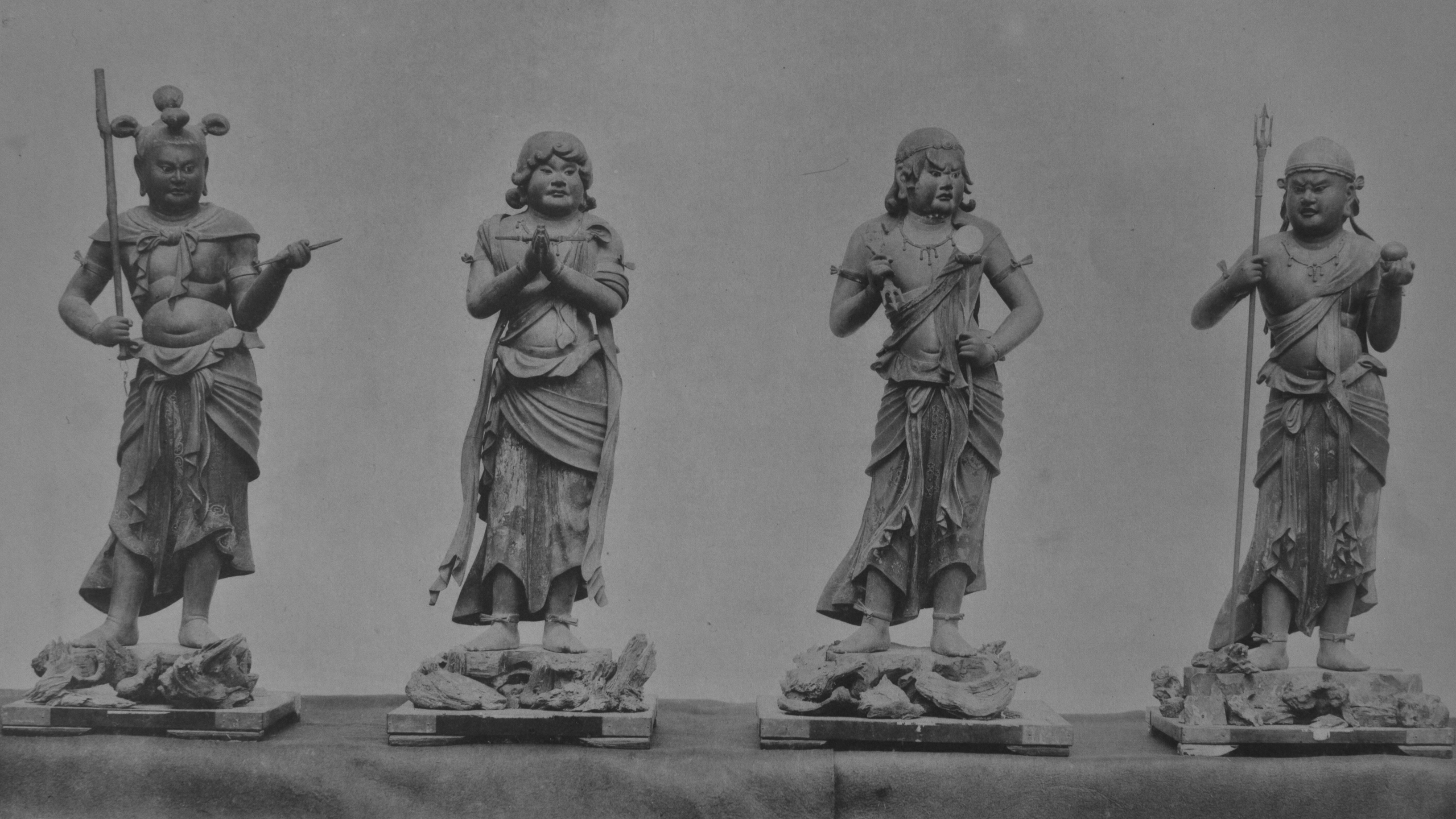
制多伽童子、矜羯羅童子、恵光童子、恵喜童子
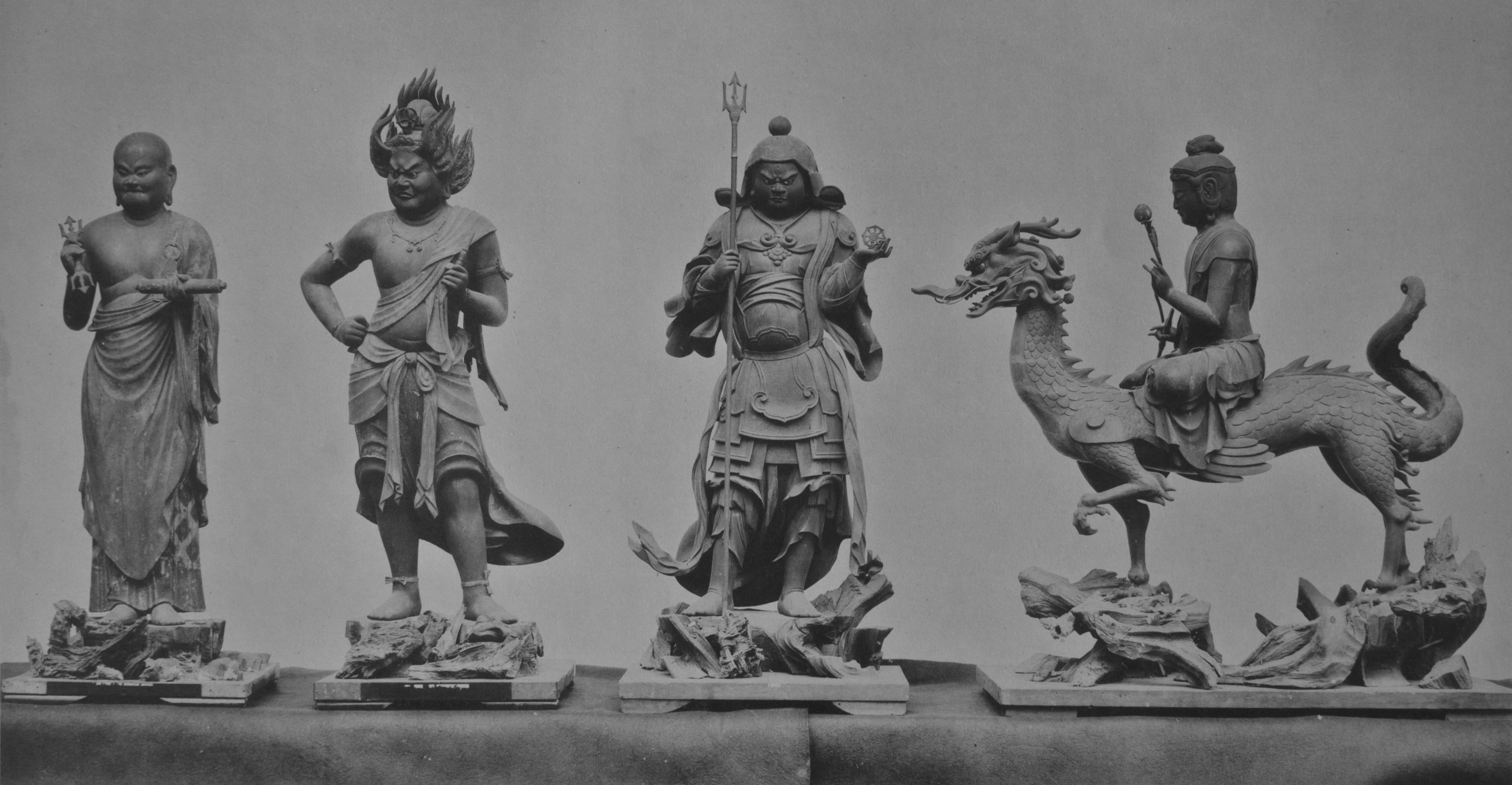
清浄比丘、烏倶婆誐童子、指徳童子、阿耨達童子
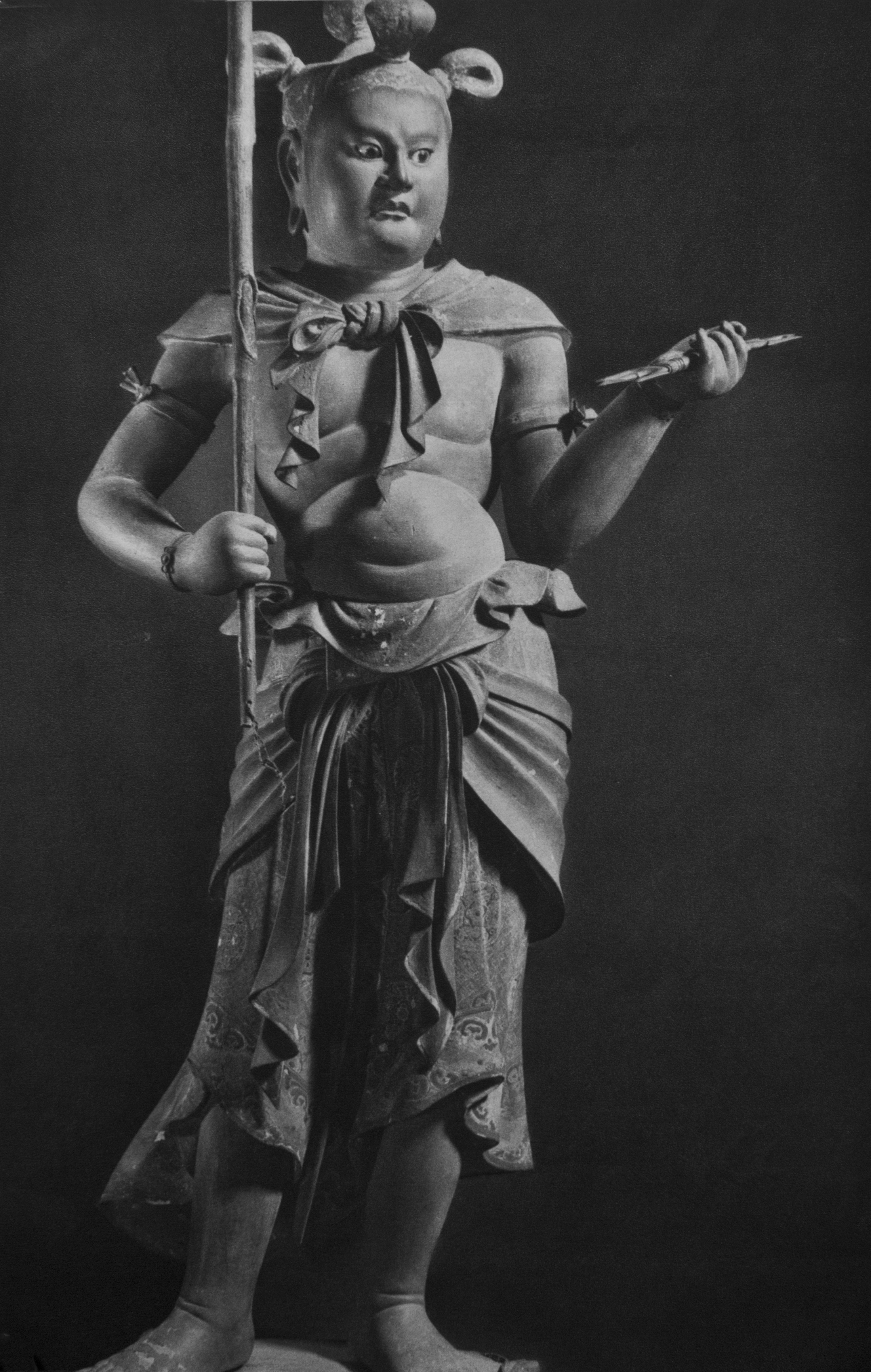
制多伽童子

## 關連項目
- 高野山
- 紀伊山地的聖地及朝聖路
- 高野山大學

## 外部連結
- 高野山真言宗 總本山金剛峯寺 （页面存档备份，存于）